# 7th Avenue (Culver Line)
7th Avenue is een station van de metro van New York aan de Culver Line, in het stadsdeel Brooklyn. De lijnen  maken gebruik van dit station.
 ·  ·  ·  ·  ·  ·  ·  ·  · 